# Copa d'Àsia de futbol de 2004
La XIII Copa d'Àsia de futbol es va jugar del 17 de juliol al 7 d'agost del 2004 a la Xina. El torneig va ser organitzat per la Confederació Asiàtica de Futbol.
El guanyador va ser el Japó, que va guanyar 3-1 a la Xina.

## Seus
| Ciutat    | Estadi                                 | Capacitat |
| --------- | -------------------------------------- | --------- |
| Pequín    | Estadi dels Treballadors               | 66.161    |
| Chongqing | Centre d'Esports Olímpics de Chongqing | 58.680    |
| Jinan     | Estadi de Shandong                     | 43.700    |
| Chengdu   | Estadi Sichuan Longquanyi              | 27.333    |

## Primera fase

### Grup A
| Equip     | Pts | PJ | PG | PE | PP | GF | GC | DG |
| --------- | --- | -- | -- | -- | -- | -- | -- | -- |
| Xina      | 7   | 3  | 2  | 1  | 0  | 8  | 2  | +6 |
| Bahrain   | 5   | 3  | 1  | 2  | 0  | 6  | 4  | +2 |
| Indonèsia | 3   | 3  | 1  | 0  | 2  | 3  | 9  | -6 |
| Qatar     | 1   | 3  | 0  | 1  | 2  | 2  | 4  | -2 |

### Grup B
| Equip               | Pts | PJ | PG | PE | PP | GF | GC | DG |
| ------------------- | --- | -- | -- | -- | -- | -- | -- | -- |
| Corea del Sud       | 7   | 3  | 2  | 1  | 0  | 6  | 0  | +6 |
| Jordània            | 5   | 3  | 1  | 2  | 0  | 2  | 0  | +2 |
| Kuwait              | 3   | 3  | 1  | 0  | 2  | 3  | 7  | -4 |
| Emirats Àrabs Units | 1   | 3  | 0  | 1  | 2  | 1  | 5  | -4 |

### Grup C
| Equip          | Pts | PJ | PG | PE | PP | GF | GC | DG |
| -------------- | --- | -- | -- | -- | -- | -- | -- | -- |
| Uzbekistan     | 9   | 3  | 3  | 0  | 0  | 3  | 0  | +3 |
| Iraq           | 6   | 3  | 2  | 0  | 1  | 5  | 4  | +1 |
| Turkmenistan   | 1   | 3  | 0  | 1  | 2  | 4  | 6  | -2 |
| Aràbia Saudita | 1   | 3  | 0  | 1  | 2  | 3  | 5  | -2 |

### Grup D
| Equip     | Pts | PJ | PG | PE | PP | GF | GC | DG |
| --------- | --- | -- | -- | -- | -- | -- | -- | -- |
| Japó      | 7   | 3  | 2  | 1  | 0  | 5  | 1  | +4 |
| Iran      | 5   | 3  | 1  | 2  | 0  | 5  | 2  | +3 |
| Oman      | 4   | 3  | 1  | 1  | 1  | 4  | 3  | +1 |
| Tailàndia | 0   | 3  | 0  | 0  | 3  | 1  | 9  | -8 |

## Segona fase
|  | Quarts de final          | Quarts de final   |                    |         | Semifinals  | Semifinals  |  |  | Final              | Final |
|  |                          |                   |                    |         |             |             |  |  |                    |       |
|  | 30 de juliol - Pequín    |                   |                    |         |             |             |  |  |                    |       |
|  |                          |                   |                    |         |             |             |  |  |                    |       |
|  | Xina                     | 3                 |                    |         |             |             |  |  |                    |       |
|  | Xina                     | 3                 | 3 d'agost - Pequín |         |             |             |  |  |                    |       |
|  | Iraq                     | 0                 |                    |         |             |             |  |  |                    |       |
|  | Iraq                     | 0                 | Xina               | 1(4)    |             |             |  |  |                    |       |
|  | 31 de juliol - Jinan     |                   | Xina               | 1(4)    |             |             |  |  |                    |       |
|  |                          | Iran              | 0(3)               |         |             |             |  |  |                    |       |
|  | Corea del Sud            | Iran              | 0(3)               | 3       |             |             |  |  |                    |       |
|  | Corea del Sud            |                   | 7 d'agost - Pequín | 3       |             |             |  |  |                    |       |
|  | Iran                     | 4                 |                    |         |             |             |  |  |                    |       |
|  | Iran                     | 4                 | Xina               | 1       |             |             |  |  |                    |       |
|  | 30 de juliol - Chengdu   |                   | Xina               | 1       |             |             |  |  |                    |       |
|  |                          | Japó              | 3                  |         |             |             |  |  |                    |       |
|  | Uzbekistan               | Japó              | 3                  | 2(3)    |             |             |  |  |                    |       |
|  | Uzbekistan               | 3 d'agost - Jinan |                    | 2(3)    |             |             |  |  |                    |       |
|  | Bahrain                  | 2(4)              |                    |         |             |             |  |  |                    |       |
|  | Bahrain                  | 2(4)              | Bahrain            | 3       | Tercer lloc | Tercer lloc |  |  |                    |       |
|  | 31 de juliol - Chongqing |                   | Bahrain            | 3       | Tercer lloc | Tercer lloc |  |  |                    |       |
|  |                          | Japó              | 4                  |         |             |             |  |  |                    |       |
|  | Japó                     | Japó              | 4                  | 0(4)    | Iran        | 4           |  |  |                    |       |
|  | Japó                     |                   |                    | 0(4)    | Iran        | 4           |  |  |                    |       |
|  | Jordània                 | 1(3)              |                    | Bahrain | 2           |             |  |  |                    |       |
|  | Jordània                 | 1(3)              |                    |         | 2           |             |  |  |                    |       |
|  |                          |                   |                    |         |             |             |  |  | 6 d'agost - Pequín |       |
|  |                          |                   |                    |         |             |             |  |  |                    |       |

|  | Campió: Japó Tercer títol |

## Golejadors
| Jugador       | Selecció      | Gols |
| ------------- | ------------- | ---- |
| A'ala Hubail  | Bahrain       | 5    |
| Ali Karimi    | Iran          | 5    |
| Lee Dong-Gook | Corea del Sud | 4    |